# مردم کیکویو
مردم کیکویو (Gĩkũyũ) یک گروه قومی بانتو بومی استان مرکزی (کنیا) هستند. با جمعیت ۸٬۱۴۸٬۶۶۸ نفر در سال ۲۰۱۹، آنها ۱۷٫۱۳٪ از کل جمعیت کنیا را تشکیل می‌دهند و آنها را به بزرگ‌ترین گروه قومی در کنیا تبدیل می‌کند.